# Ronda (Espanha)
Ronda é uma cidade espanhola, capital do município com o mesmo nome, inserido na província de Málaga, comunidade autónoma da Andaluzia, de área 481 km² com população de 35836 habitantes (2006) e densidade populacional de 72,68 hab/km². É tida como a cidade-berço das touradas.

## Geografia
Meseta rochosa a 739 metros acima do nível do mar. Está dividida em duas partes por um precipício conhecido como "el Tajo de Ronda" (penhasco de Ronda), por onde passa o rio Guadalevín, afluente do rio Guadiaro. Em continuação da garganta da escarpa propriamente dita, estende-se também um penhasco sobre o vale dos Moinhos (valle de los Molinos). A oeste da cidade encontra-se o parque natural da Serra das Neves, a sul o vale do rio Genal, a oeste a Serra de Grazalema e a norte os planaltos em direcção a Campillos.
Ronda tem comunicação com os municípios circundantes através de uma rede de estradas montanhosas com valor paisagístico muito apreciado uma vez que atravessam os numerosos passos de montanha da Cordilheira de Ronda, que oferecem aos viajantes vistas muito apreciadas. Os transportes por comboio são rápidos e cómodos desde a inauguração das linhas férreas pendulares Talgo com ligação directa a Madrid e Algeciras.

## Monumentos
Os monumentos mais destacáveis são a Ponte Nova (Puente Nuevo) situada sobre a "Garganta del Tajo" junto à Ponte Velha (Puente Viejo) e à Ponte Árabe (Puente Árabe).
Na zona antiga, conhecida como "A Cidade" (La Ciudad), encontra-se a Igreja Matriz, a Câmara Municipal (Ayuntamiento), o Palácio de Mondragón e o Palácio do Marquês de Salvatierra, a casa do Rei Mouro (Casa del Rey Moro) e a do Gigante junto ao fundo do Tajo, com acesso por escadas.
Na zona moderna, encontra-se a Pousada (Parador de Turismo) construído sobre o que antes fora o conjunto de edifícios da Câmara Municipal (Ayuntamiento) e do Mercado Municipal (Mercado de Abastos).
A praça de touros de Ronda, propriedade da "Real Maestranza de Caballería de Ronda" (sociedade de cavaleiros para a promoção da equitação com origens nas antigas escolas do manejo das artes bélicas a cavalo) é uma das maiores e mais antigas do mundo. O local inclui o Museo Taurino, que exibe a história das touradas, trajes e armas. Francisco Romero introduziu aqui as técnicas modernas de toureio. O local também acolhe eventos culturais e o festival anual Feria Goyesca, tornando-o uma importante atração turística da Andaluzia.
Ainda na zona moderna, encontra-se o parque da Alameda com varandas sobre o Tajo onde também está presente o novo Teatro Espinel, as igrejas do Socorro, da Misericórdia entre outras.

## Demografia
| Variação demográfica do município entre 1991 e 2004 | Variação demográfica do município entre 1991 e 2004 | Variação demográfica do município entre 1991 e 2004 | Variação demográfica do município entre 1991 e 2004 |
| --------------------------------------------------- | --------------------------------------------------- | --------------------------------------------------- | --------------------------------------------------- |
| 1991                                                | 1996                                                | 2001                                                | 2004                                                |
| 33900                                               | 34385                                               | 34468                                               | 34948                                               |

## Galeria

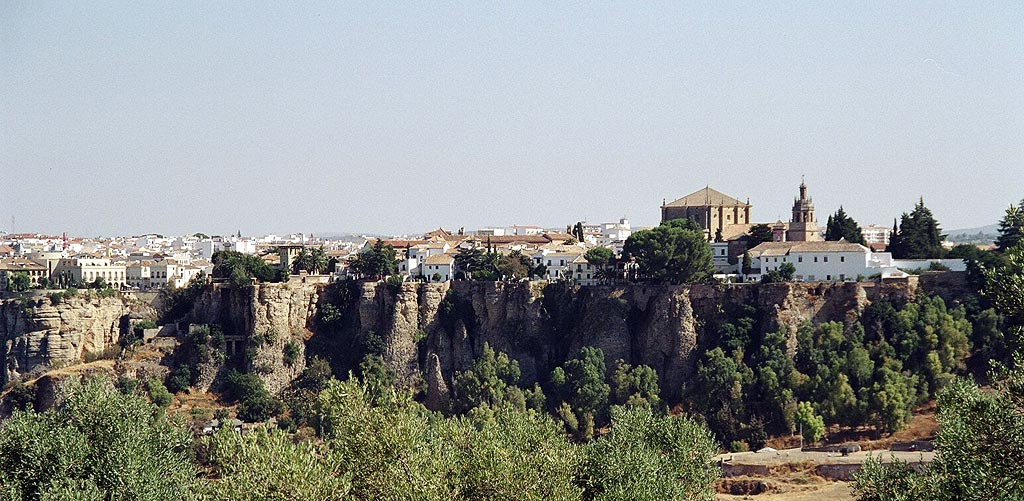
Ronda - Vista geral da parte antiga cidade.
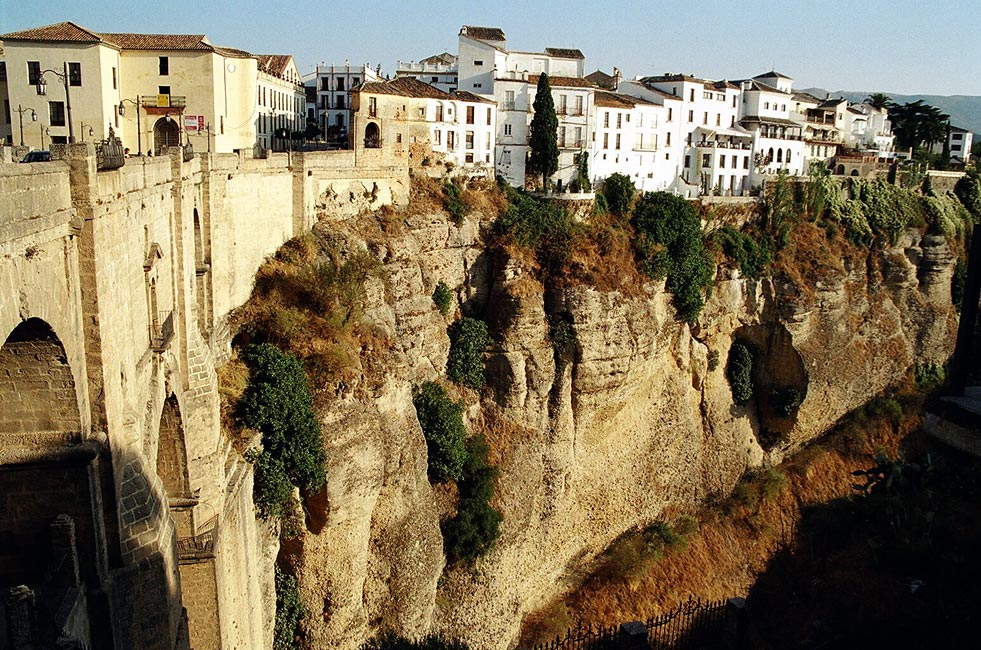
A Ciudad (cidade antiga) vista desde a Ponte Nova.
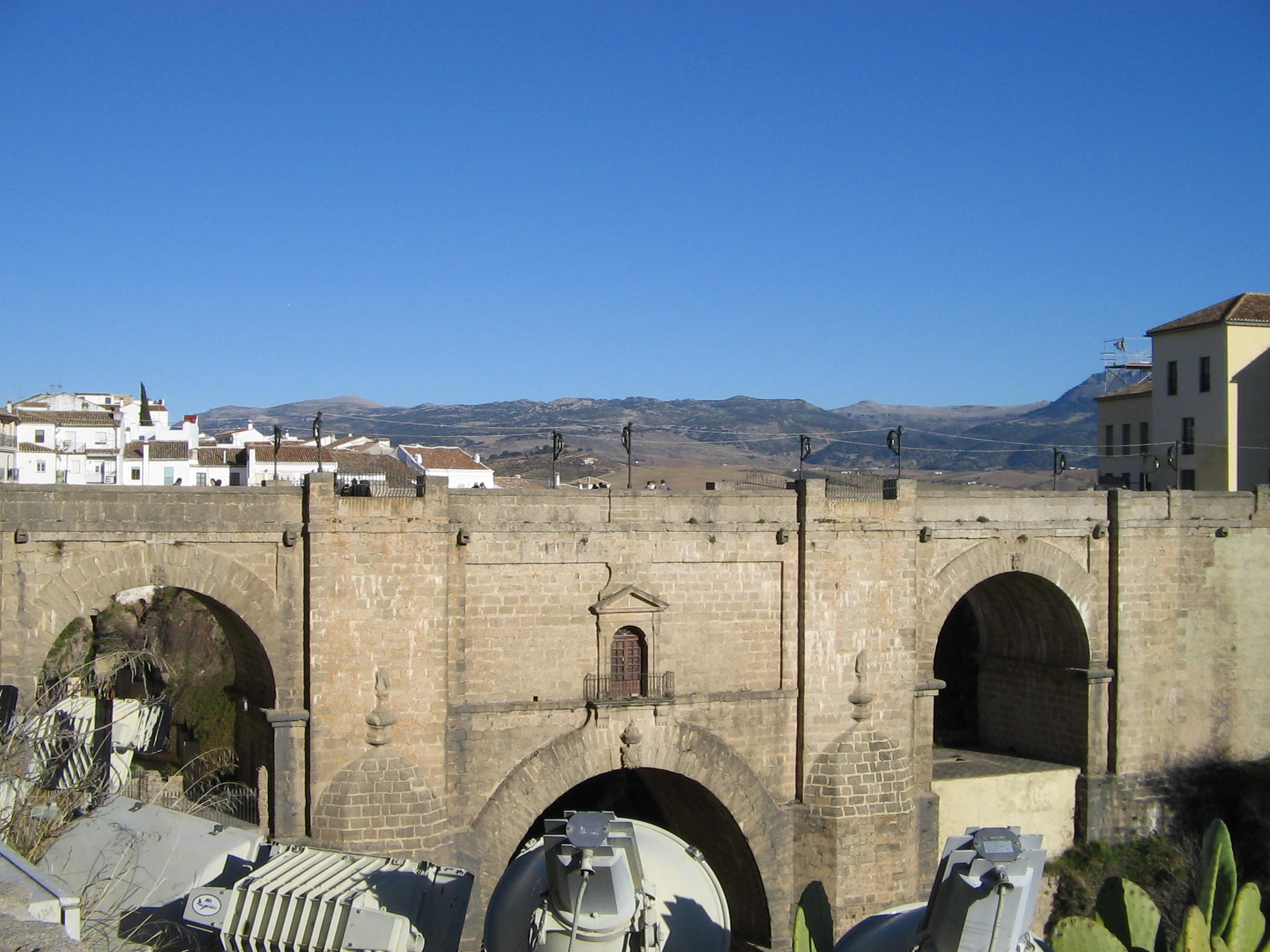
A Ponte Nova (Puente Nuevo)
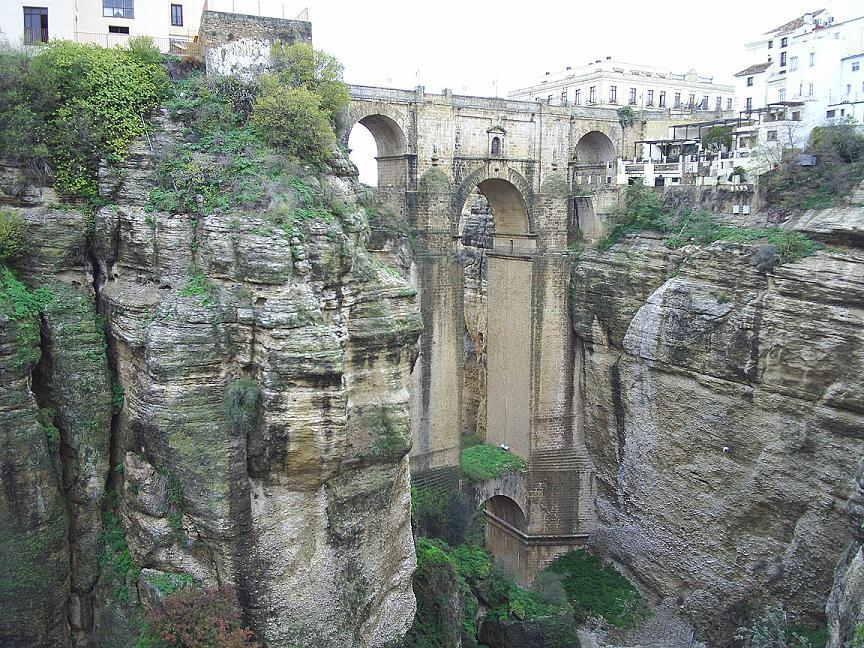
A Ponte Nova (Puente Nuevo)
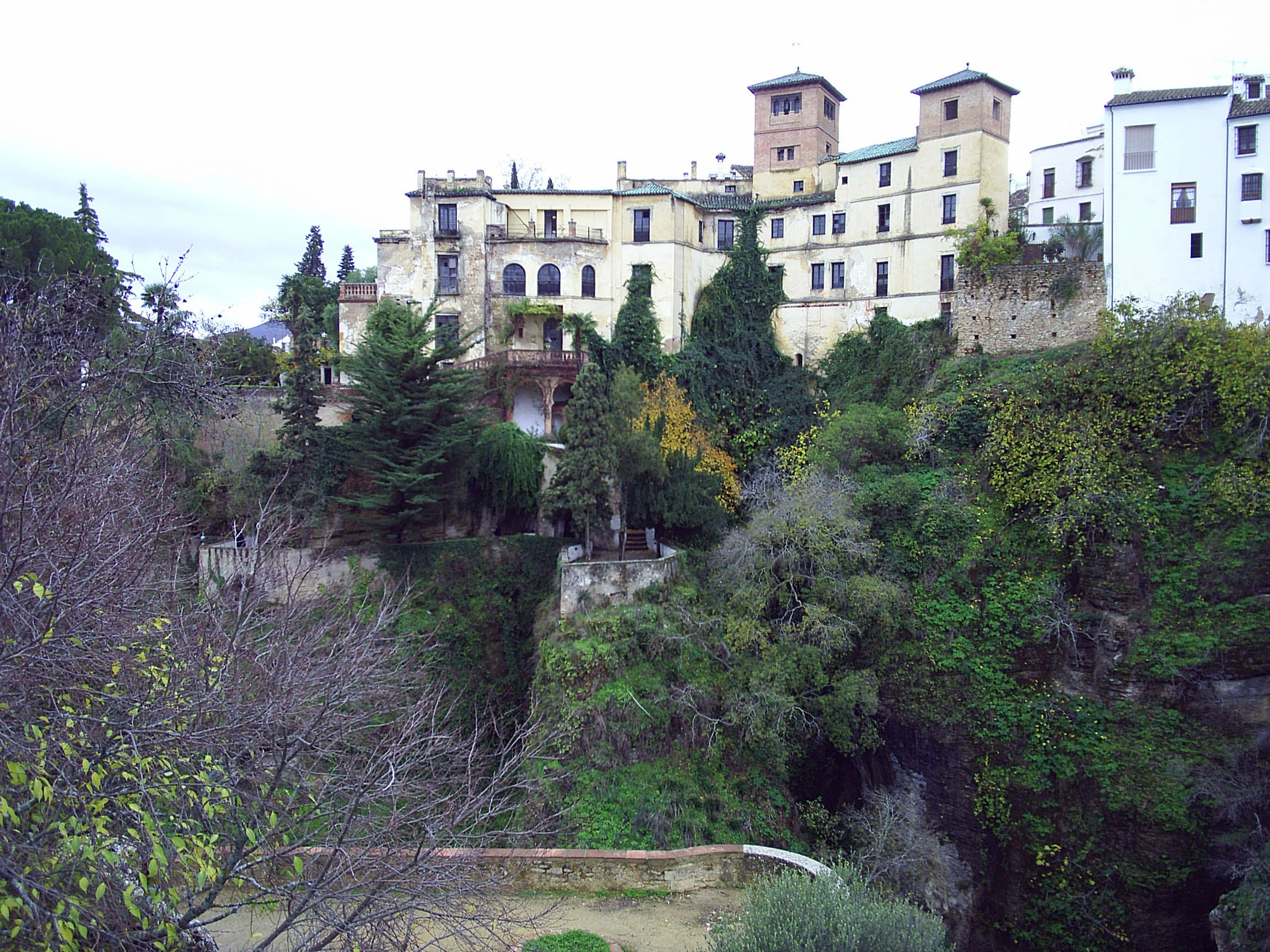
Antigos palacetes sobre o precipício de Ronda.
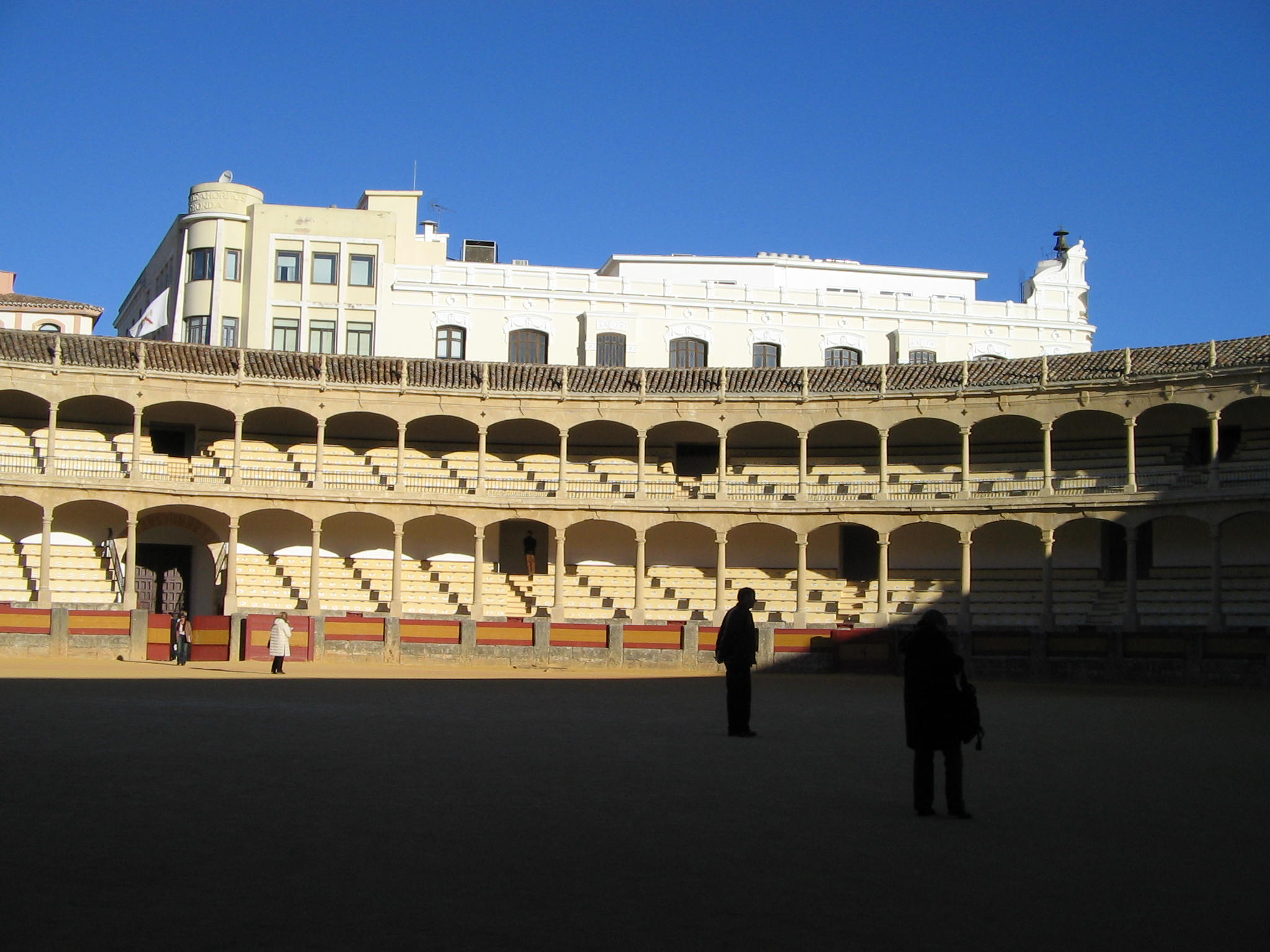
A praça de touros.
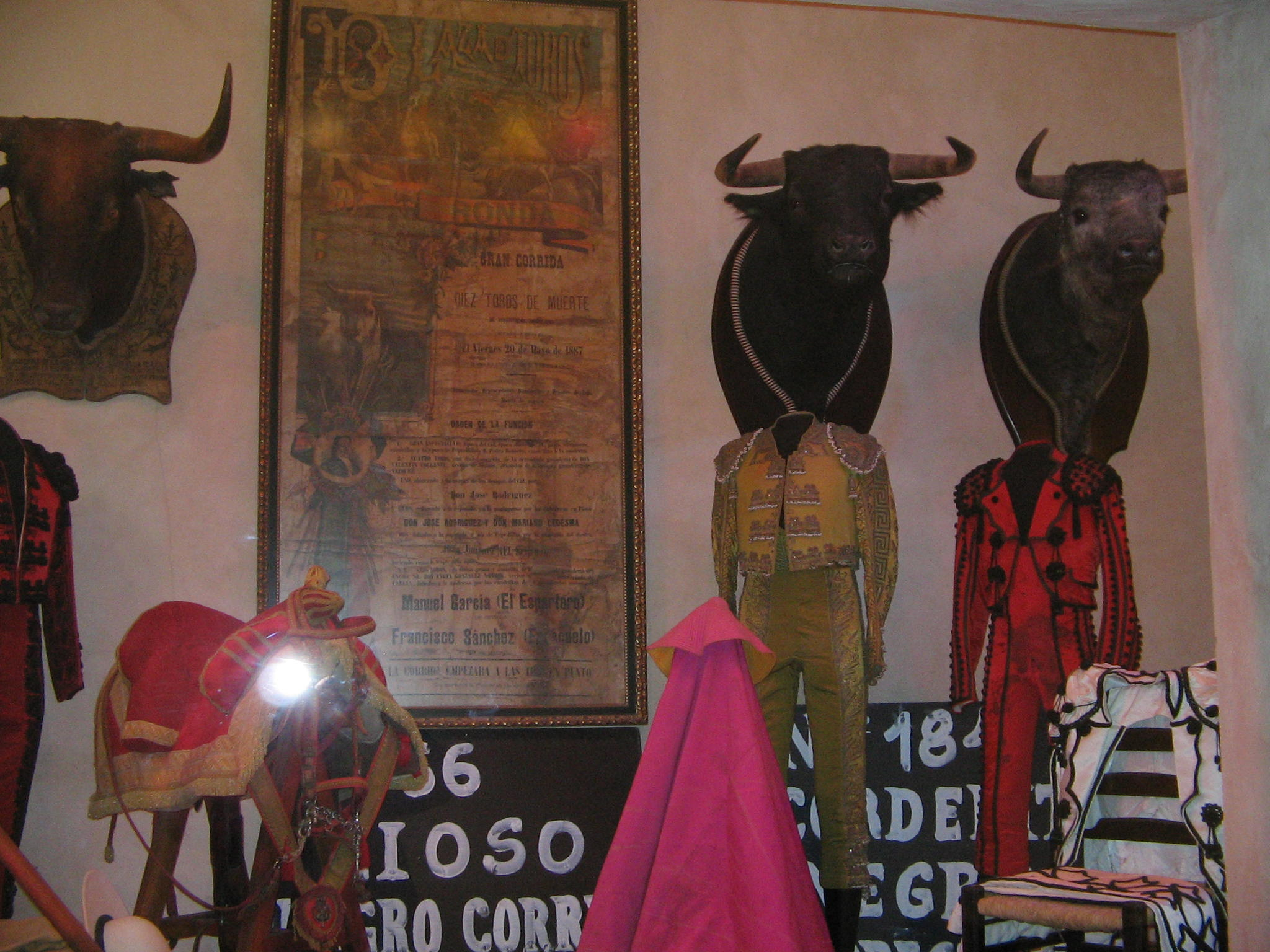
O museu com ligação à praça de touros.
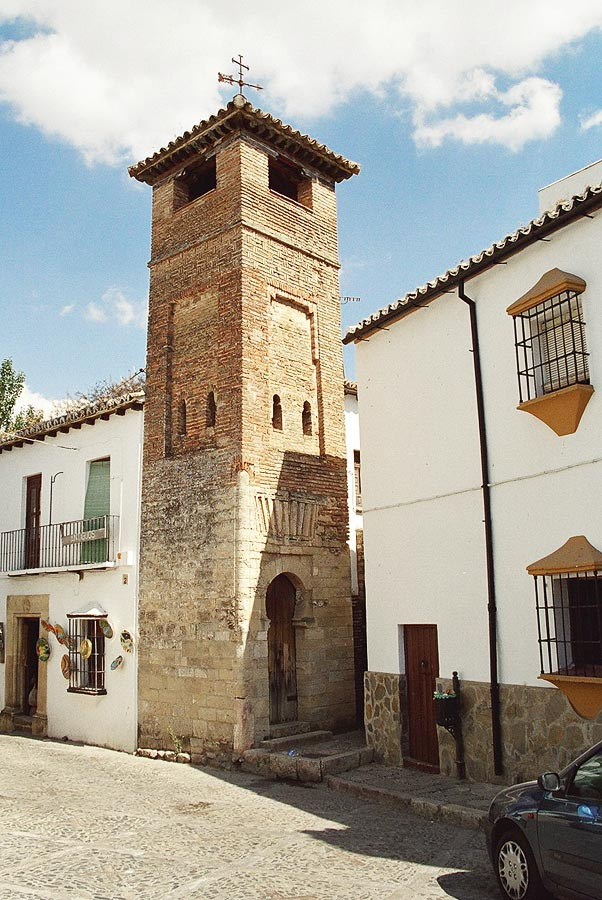
Minarete mouro de Ronda.